# 駐聖露西亞外交機構列表

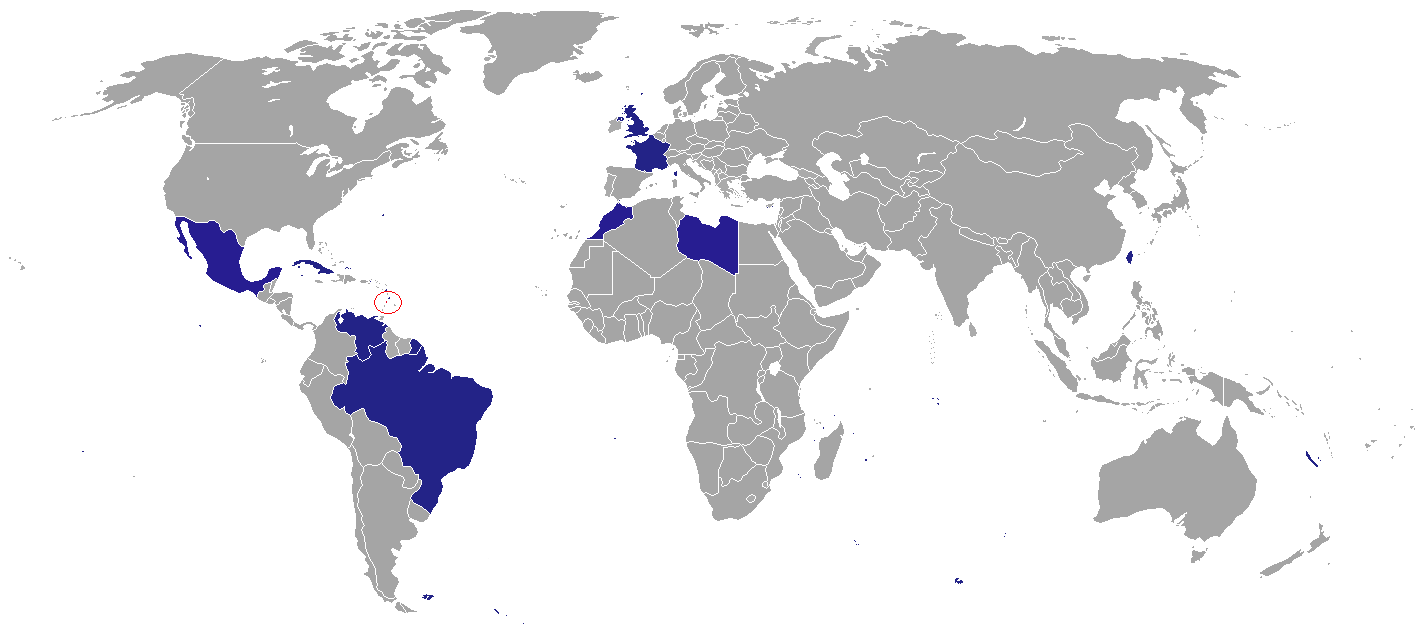
在聖露西亞常設外交機構的國家一覽
聖露西亞
在聖露西亞常設外交機構的國家

駐聖露西亞外交機構列表列出了各國駐在圣卢西亚的外交代表機構，包含大使館、領事館、高級專員公署及代表處等。目前，該國共駐有9個大使館或高級專員公署。其餘國家亦有在該地設立名譽領事館以提供其國民緊急服務。

## 大使館/高級專員公署
駐卡斯特里：
- 法國[1]
- 利比亞
- 墨西哥[2]
- 英国
- 委內瑞拉

駐格罗艾勒特：
- 巴西[3]
- 古巴
- 摩洛哥
- 中華民國（臺灣）

## 名譽領事館
- 奥地利
- 丹麦
- 德国
- 印度
- 以色列
- 義大利
- 荷蘭
- 挪威
- 瑞典

## 非常駐大使館/高級專員公署
- 阿尔及利亚 (哈瓦那）
- 阿根廷（布里奇顿）
- （西班牙港）
- 奥地利（波哥大）
- 比利时（京斯敦）[4]
- 加拿大（布里奇顿）
- 智利（京斯敦）
- 哥伦比亚（西班牙港）
- 捷克（墨西哥城）[5]
- 丹麦（墨西哥城）[6]
- 埃及 (卡拉卡斯）
- 欧洲联盟（布里奇顿）
- 芬兰（卡拉卡斯）
- 德国（西班牙港）
- 希腊（卡拉卡斯）[7]
- （西班牙港）
- 海地 (京斯敦）
- 聖座（西班牙港）[8]
- 冰島（纽约）[9]
- 印度尼西亞（卡拉卡斯）
- 爱尔兰（纽约）
- 以色列（聖多明哥）
- 義大利（卡拉卡斯）
- 牙买加（西班牙港）[10]
- 日本（西班牙港）
- 科索沃（巴拿馬城）[11]
- 马来西亚（卡拉卡斯）[12]
- 馬爾他騎士團（迈阿密）
- 荷蘭（西班牙港）
- 新西兰（布里奇顿）[13]
- 挪威（波哥大）
- 波蘭（波哥大）
- 葡萄牙（波哥大）
- 菲律賓（华盛顿特区）
- 羅馬尼亞（卡拉卡斯）[14]
- 俄羅斯（京斯敦）
- 斯洛伐克（哈瓦那）
- 沙烏地阿拉伯 (卡拉卡斯）
- 南非（京斯敦）
- （西班牙港）[15]
- 西班牙（西班牙港）
- 瑞典（斯德哥尔摩）
- 瑞士（卡拉卡斯）
- 泰國（渥太华）
- 土耳其（西班牙港）
- 美国（布里奇顿）
- 越南（巴拿马城）